# گوک‌خان (نام)
گوک‌خان (تلفظ ترکی استانبولی: [ˈɟœchan]) نامی مردانه ترکی به معنی «حاکم و پادشاه آسمان» است. این نام مرتبط با تنگری‌باوری است. ریشه این نام از «gök» به معنی آسمان و «han» به معنی پادشاه گرفته شده‌است، عنوانی که توسط حاکمان موروثی و رؤسای قبایل در میان مردمان آلتایی زبان به کار می‌رود.

## افراد
- گوک‌خان توره، بازیکن فوتبال اهل ترکیه
- گوک‌خان آلقان، بازیگر اهل ترکیه
- گوک‌خان اقان، بازیکن فوتبال اهل ترکیه
- گوک‌خان اوزاغوز، خواننده اهل ترکیه
- گوک‌خان  اینلر، بازیکن فوتبال اهل سوئیس با تبار ترکیه‌ای
- گوک‌خان  تریاکی، فیلم‌بردار اهل ترکیه
- گوک‌خان یاواشر، کشتی‌گیر اهل ترکیه
- گوک‌خان اوزن، خواننده و ترانه‌سرا اهل ترکیه
- گوک‌خان کردار، موسیقی‌دان و آهنگساز فیلم اهل ترکیه